# 瘸子洛泰尔
瘸子洛泰尔（法语：Lothaire le Boiteux，约848年－865年）是秃头查理与奥尔良的厄门特鲁德的三子及第4个孩子。由于他一出生就有瘸腿残疾，他在很早就被父母送至修道院。861年，他成为僧侣。瘸子洛泰尔生命的最后几年成为了代尔地区蒙捷和圣日耳曼修道院的院长，865年，他于17或18岁时在此去世。